# SKF:s tekniska gymnasium
SKF:s Tekniska Gymnasium är en av Göteborgsregionens två gymnasieskolor som är klassad TeknikCollege. Skolan ägs av SKF AB som tillsammans med gymnasieskolan även kör vuxutbildningar för SKF:s Personal.
Eleverna läser ett specialutformat program som mestadels består av Teknik & Natur, utbildningen är formad runt verklighetsanknutet lärande.